# 碳酸镉
碳酸镉是一种无机化合物，化学式为CdCO3。

## 制备
用氯化镉和碳酸铵反应，产生的沉淀用氨水溶解，加热溶液至氨挥发，析出碳酸镉。

## 化学性质
碳酸镉在332~355℃分解，产生氧化镉，放出二氧化碳：
CdCO3 → CdO + CO2↑